# Maisoncelle
Maisoncelle ist eine französische Gemeinde mit 121 Einwohnern (Stand: 1. Januar 2022) im Département Pas-de-Calais in der Region Hauts-de-France (vor 2016 Nord-Pas-de-Calais). Sie gehört zum Arrondissement Montreuil und zum Gemeindeverband Les 7 Vallées. Die Einwohner werden Maisoncellois und Maisoncelloises genannt.

## Lage
Die Gemeinde Maisoncelle liegt im Artois, 30 Kilometer östlich von Montreuil-sur-Mer. Nachbargemeinden von Maisoncelle sind Tramecourt im Norden, Ambricourt im Nordosten, Tilly-Capelle im Osten, Blangy-sur-Ternoise im Südosten, Béalencourt im Südwesten und Westen sowie Azincourt im Nordwesten.

## Bevölkerungsentwicklung
| Jahr                       | 1962 | 1968 | 1975 | 1982 | 1990 | 1999 | 2006 | 2014 | 2022 |
| Einwohner                  | 151  | 141  | 122  | 118  | 103  | 106  | 114  | 130  | 121  |
| Quellen: Cassini und INSEE |      |      |      |      |      |      |      |      |      |

## Sehenswürdigkeiten

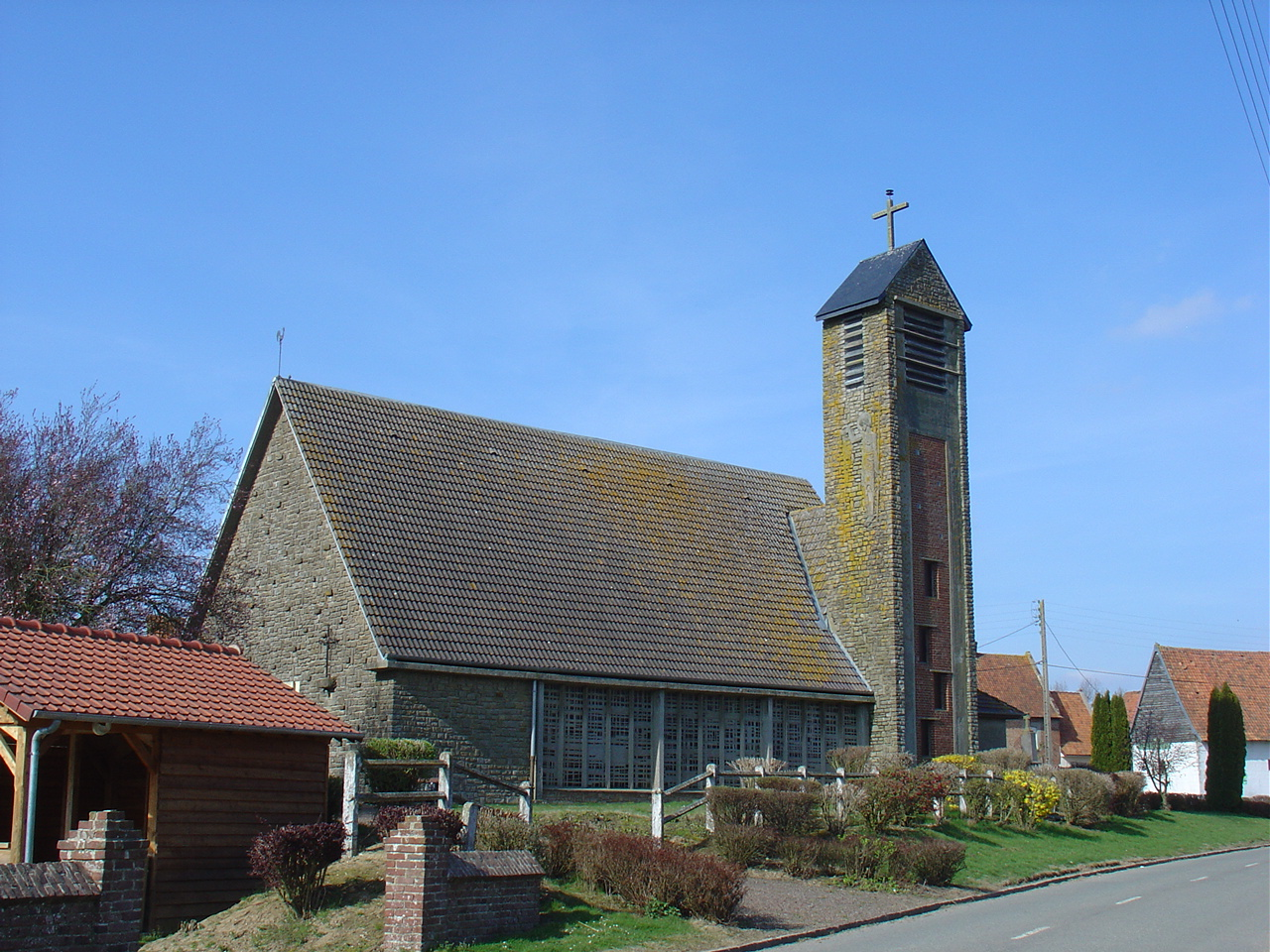
Kirche Saint-Jean-Baptiste
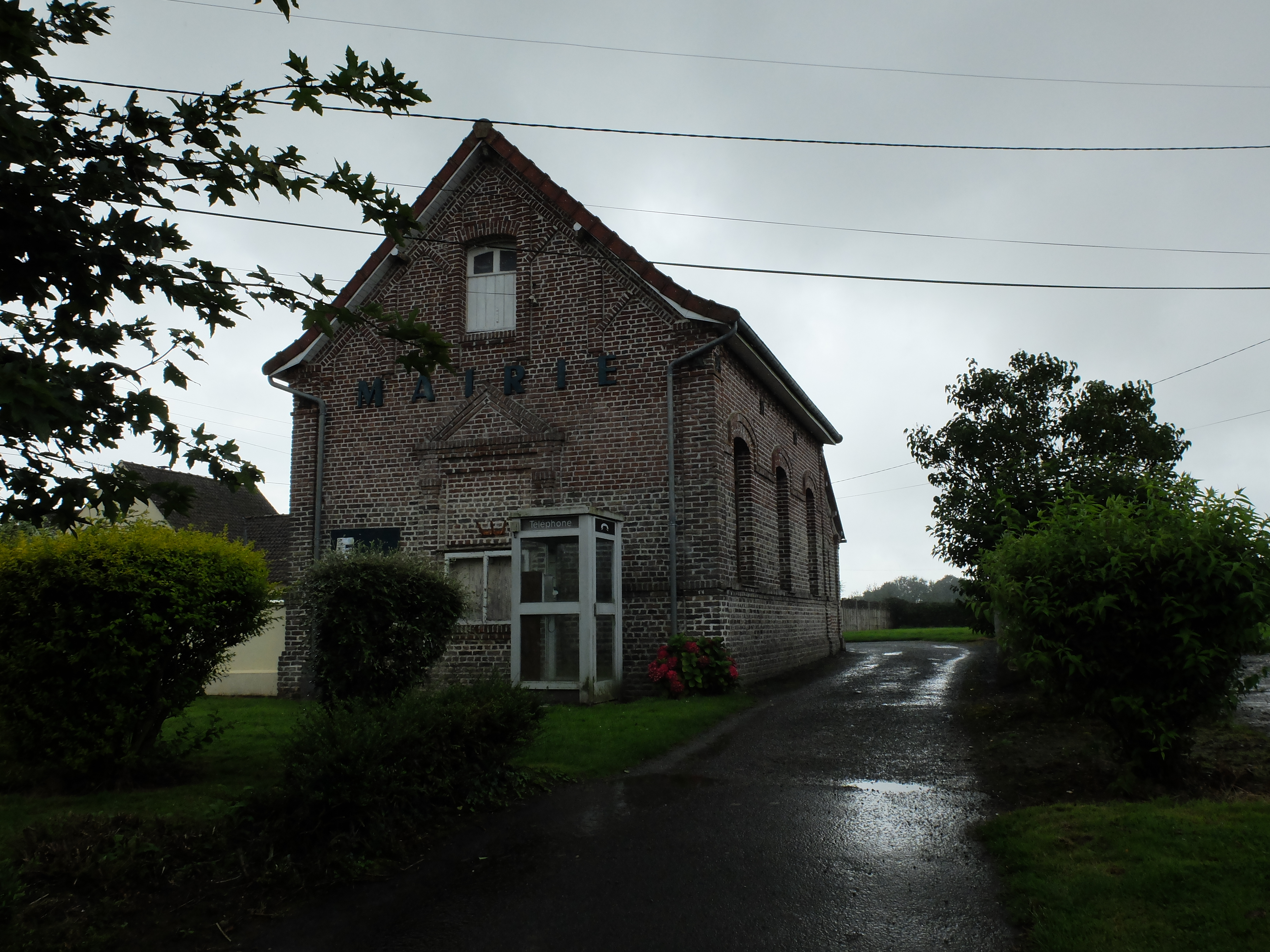
Mairie Maisoncelle

- Kirche Saint-Jean-Baptiste
- Mairie Maisoncelle